# Habrotrocha pertinax
Habrotrocha pertinax är en hjuldjursart som beskrevs av Colin Milne 1916. Habrotrocha pertinax ingår i släktet Habrotrocha och familjen Habrotrochidae. Inga underarter finns listade i Catalogue of Life.